# Фали
Фали (англ. fali) — группа этнических общностей, населяющих горную область на севере Камеруна и приграничные к Камеруну восточные районы Нигерии. Объединяются общим этнонимом, данным им представителями народа фульбе, общей этнической территорией и сходными культурно-бытовыми особенностями. Одна часть фали, проживающая в департаментах Фаро и Бенуэ Северного региона в Камеруне, близка по языку к адамава-убангийским народам. Другая часть фали, живущая в основном в Нигерии (районы Северная Йола, Южная Йола и Фуфоре штата Адамава) близка по языку чадским народам (бана, вимтим, кирия и джильбу).
Под названием «фали» также известна вымершая этническая группа, говорившая на бенуэ-конголезском языке фали-байсса.

## Ареал и численность
Этническая территория адамава-убангийских фали со всех сторон окружена областью расселения народа фульбе. К числу родственных этой группе фали народов относят дояйо, чамба, дуру, бали, мбум и мумуйе. Этническая территория чадских фали соседствует с областями расселения небольших по численности близкородственных чадских этнических групп.
По оценкам, опубликованным на сайте организации Joshua Project, численность народов фали, говорящих на адамава-убангийских языках, составляет около 99 000 человек; из них северные фали — 44 тыс. человек, южные фали — 55 тыс. человек (все — в Камеруне). Численность народов фали, говорящих на чадских языках, составляет около 105 500 человек, в том числе в Нигерии — 75 200 человек, в Камеруне — 30 300 человек; из них бана — 60 тыс. человек (в Нигерии — 30 тыс. человек, в Камеруне — 30 тыс. человек), вимтим — 31 тыс. человек
, кирия — 6,8 тыс. человек (все — в Нигерии), джильбу — 7,7 тыс. человек (в Нигерии — 7,4 тыс. человек, в Камеруне — 0,3 тыс. человек).

## Культура

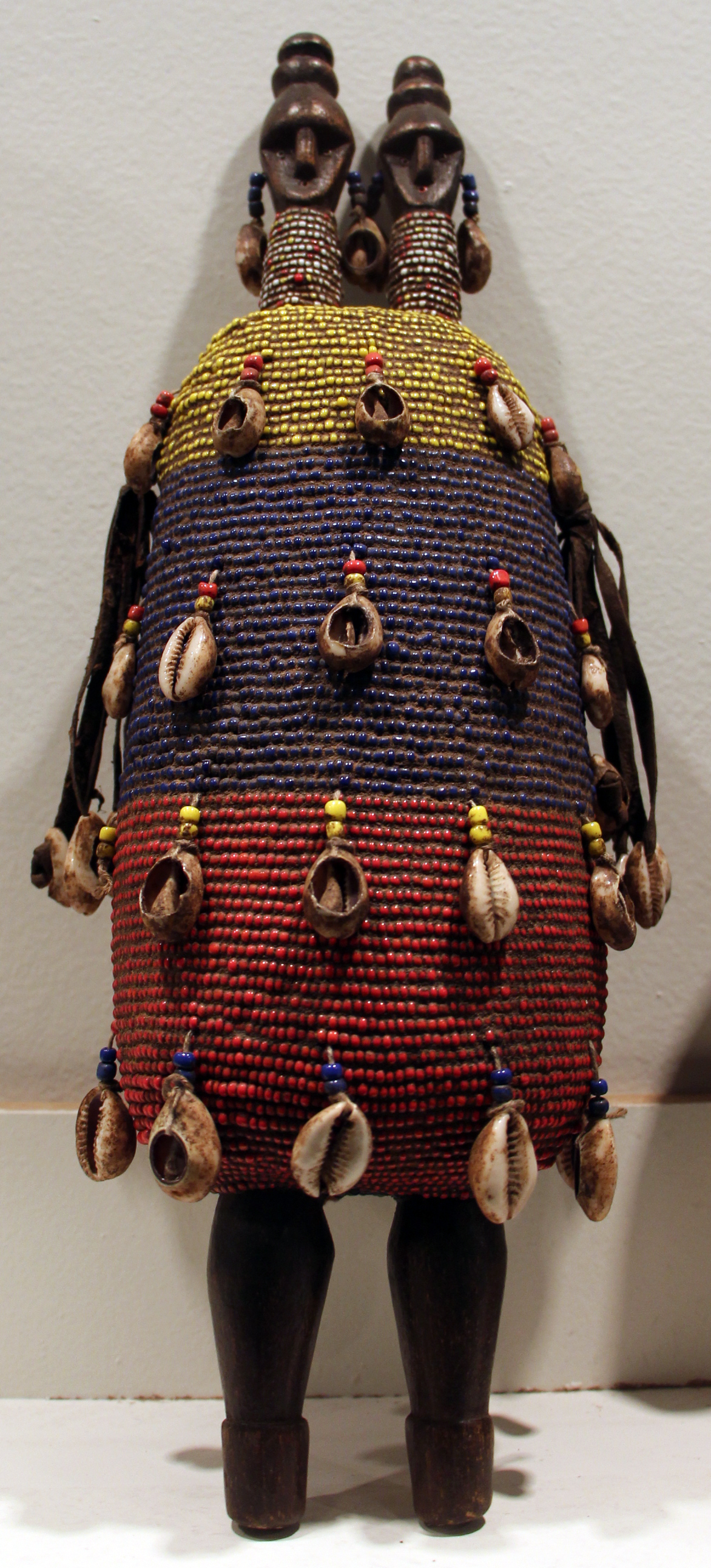
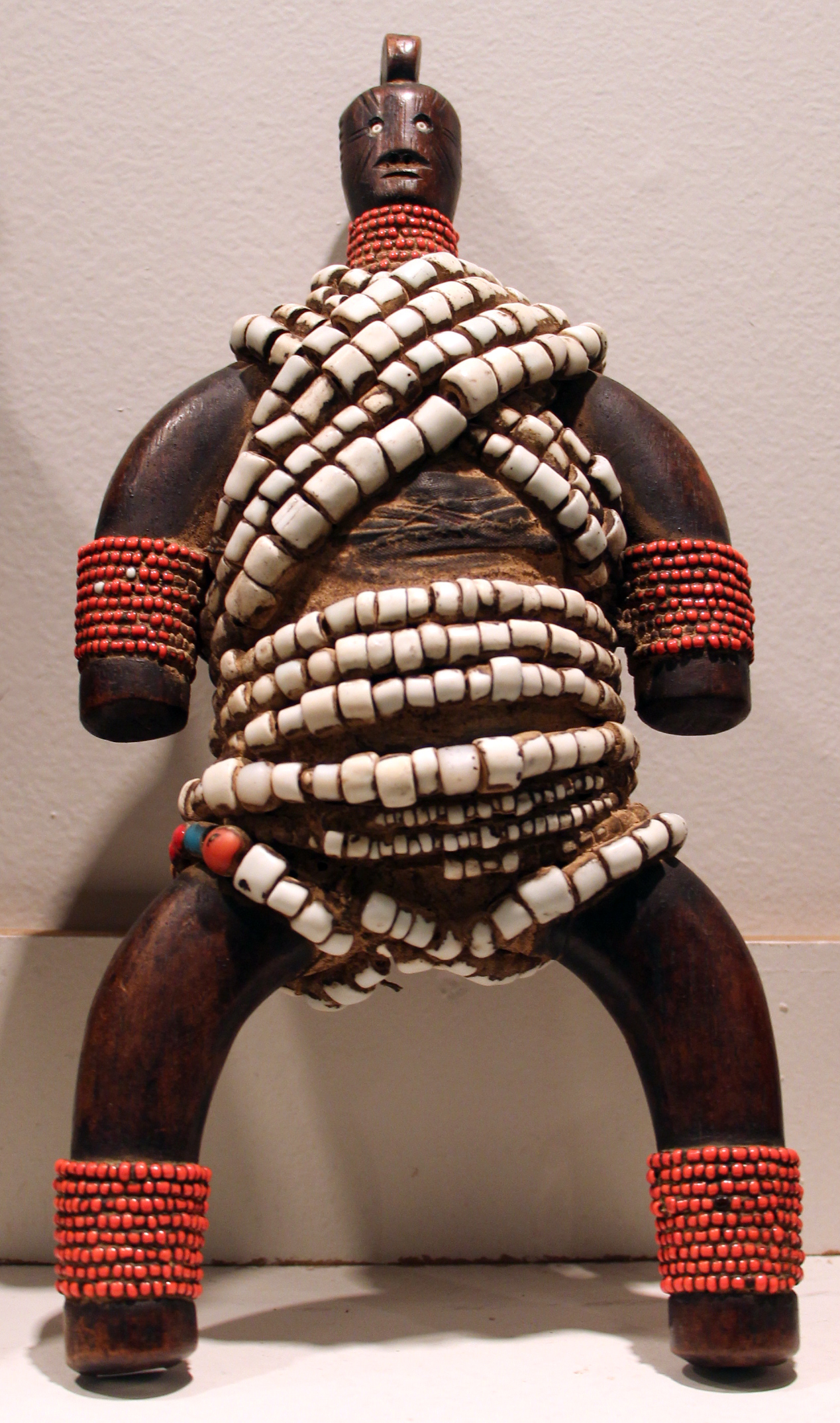
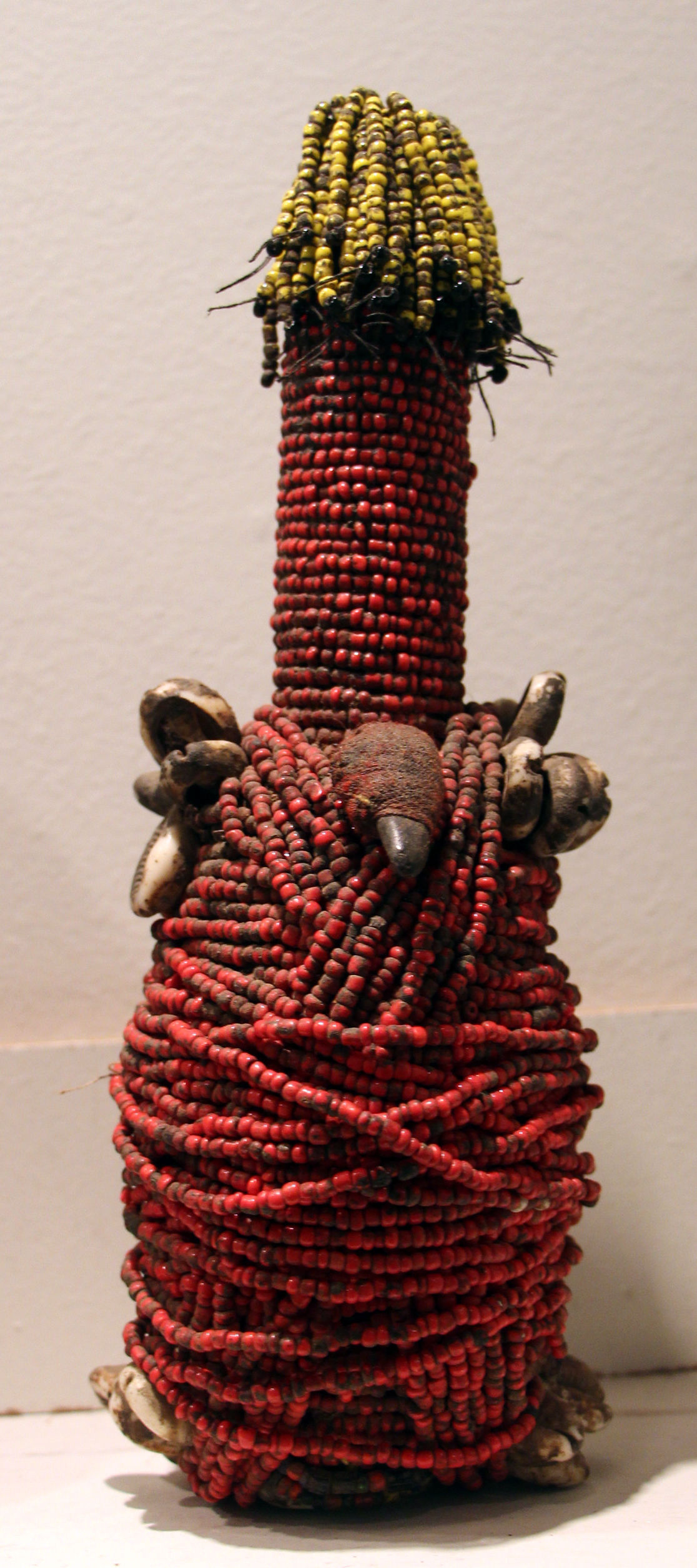
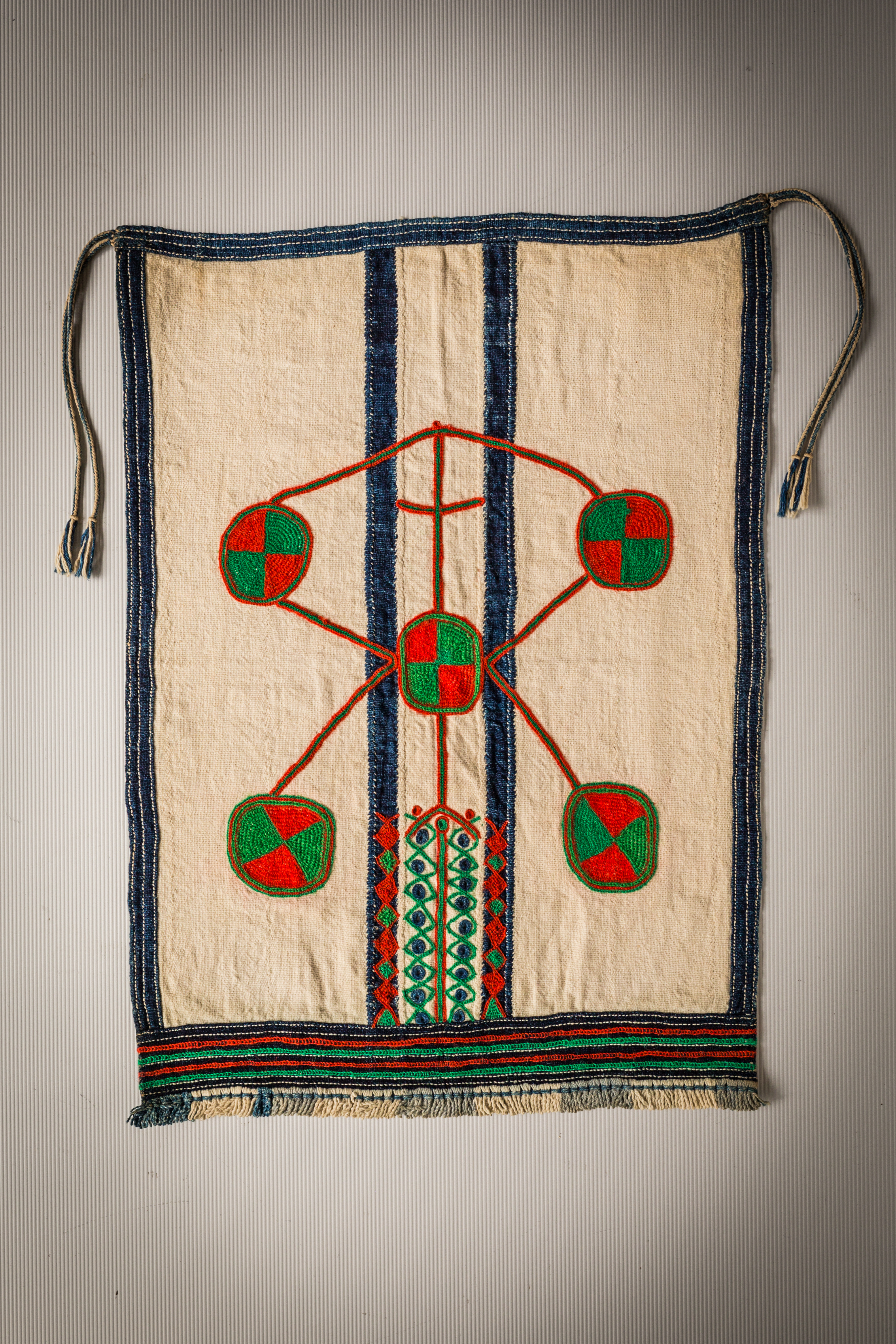
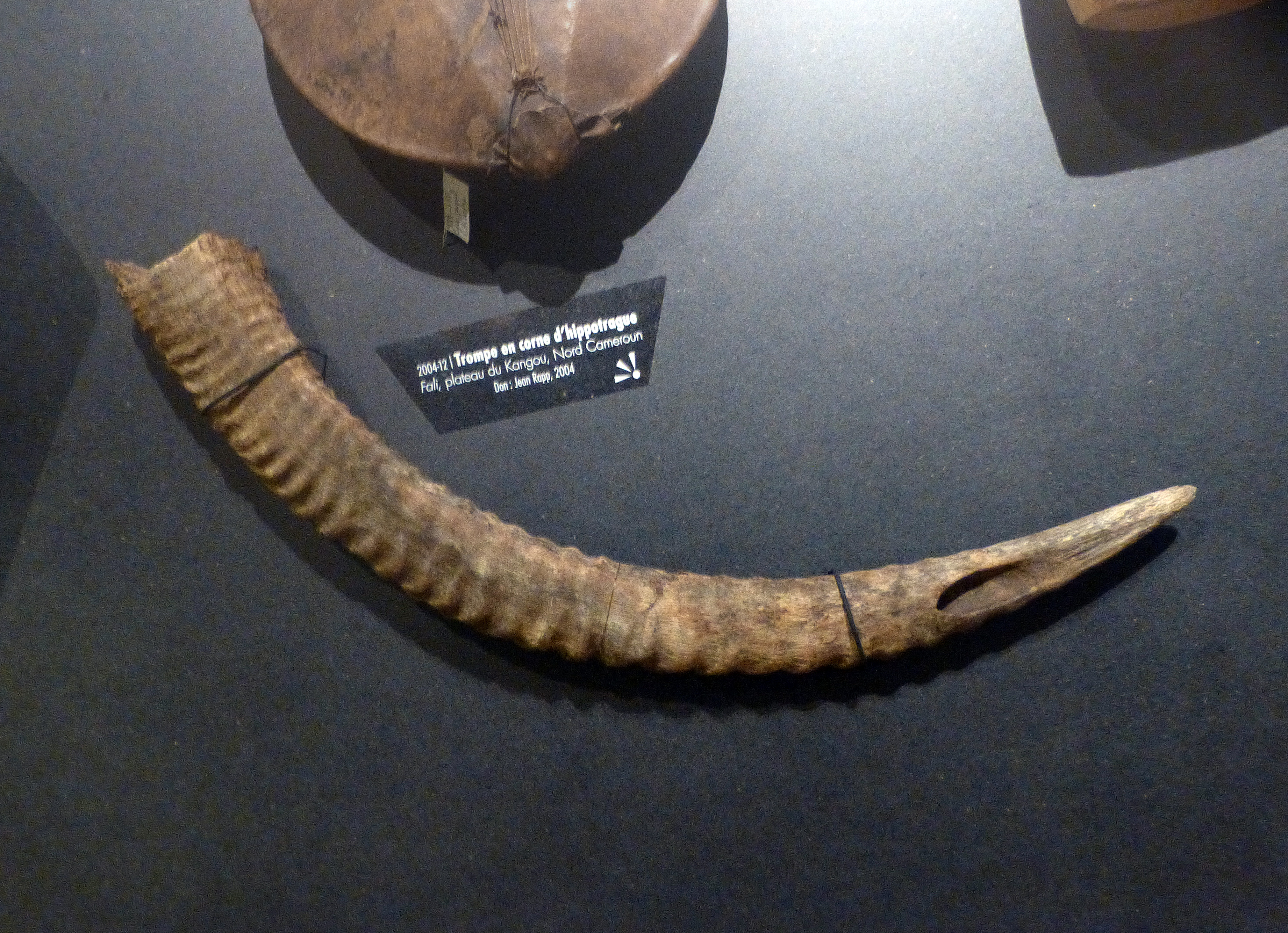
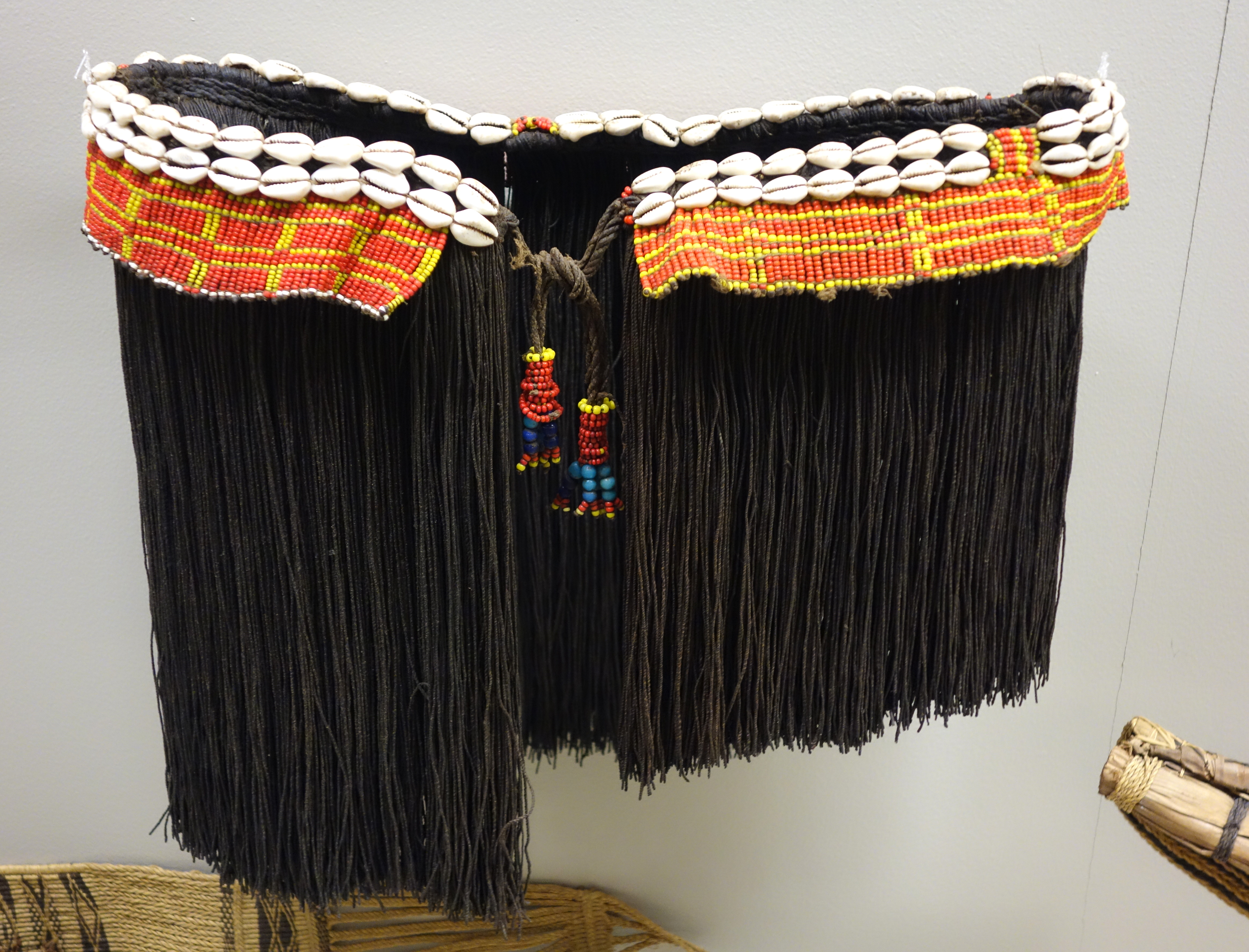